# Shirley Kaye
Shirley Kaye è un film muto del 1917 diretto da Joseph Kaufman. La sceneggiatura di Margaret Turnbull si basa sul lavoro teatrale omonimo di Hulbert Footner andato in scena a Broadway il 25 dicembre 1916.

## Trama
Shirley è la figlia di Edgerton Kaye, il presidente di una compagnia ferroviaria. La ragazza scopre che gli affari della compagnia stanno andando a rotoli a causa di T. L. Magen, un concorrente di suo padre, e di John Rowson, il suo braccio destro. Poiché John, che è innamorato di lei, le confida che la figlia del suo capo anela a innalzare il proprio stato sociale, Shirley approfitta di quella confidenza per circuire le donne di casa Magen. Si fa amica della ragazza che introduce in tutti i circoli più esclusivi e lo stesso fa con le mogli degli altri azionisti. Le signore, per gratitudine, convincono i mariti a delegare Shirley come loro rappresentante presso l'assemblea degli azionisti e la ragazza ha buon gioco nel mettere nel sacco l'avversario di suo padre. Sentendosi preso in giro, John rompe con Shirley ma lei gli corre dietro, riuscendo a convincerlo a perdonarla e offrendogli pure la direzione generale della società paterna.

## Produzione
Il film fu prodotto dalla Clara Kimball Young Film Corporation.

## Distribuzione
Il copyright del film, richiesto dalla C. K. Y. Film Corp, fu registrato il 6 dicembre 1917 con il numero LP11813.
Distribuito dalla Select Pictures Corporation, il film uscì nelle sale cinematografiche USA 29 dicembre 1917.